# Mesostenus gracilis
Mesostenus gracilis är en stekelart som beskrevs av Cresson 1864. Mesostenus gracilis ingår i släktet Mesostenus och familjen brokparasitsteklar. Inga underarter finns listade i Catalogue of Life.